# Feldarmeekorps 4

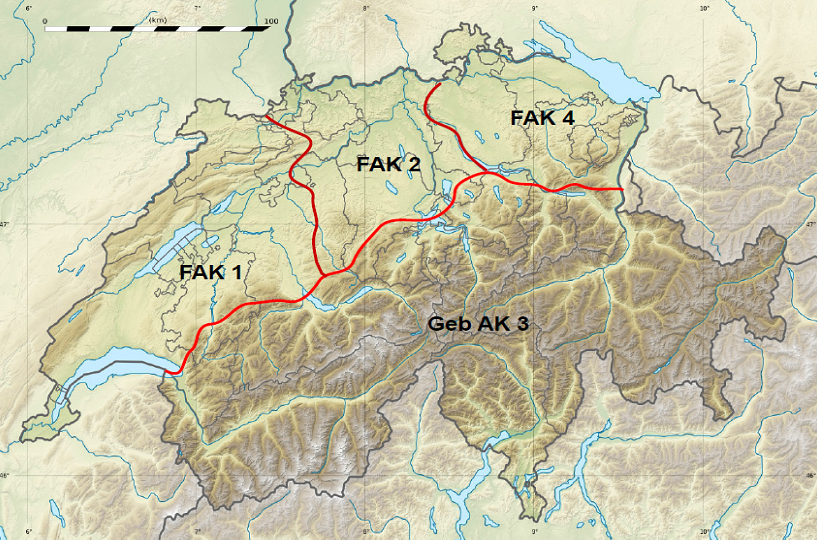
FAK-Räume 1992

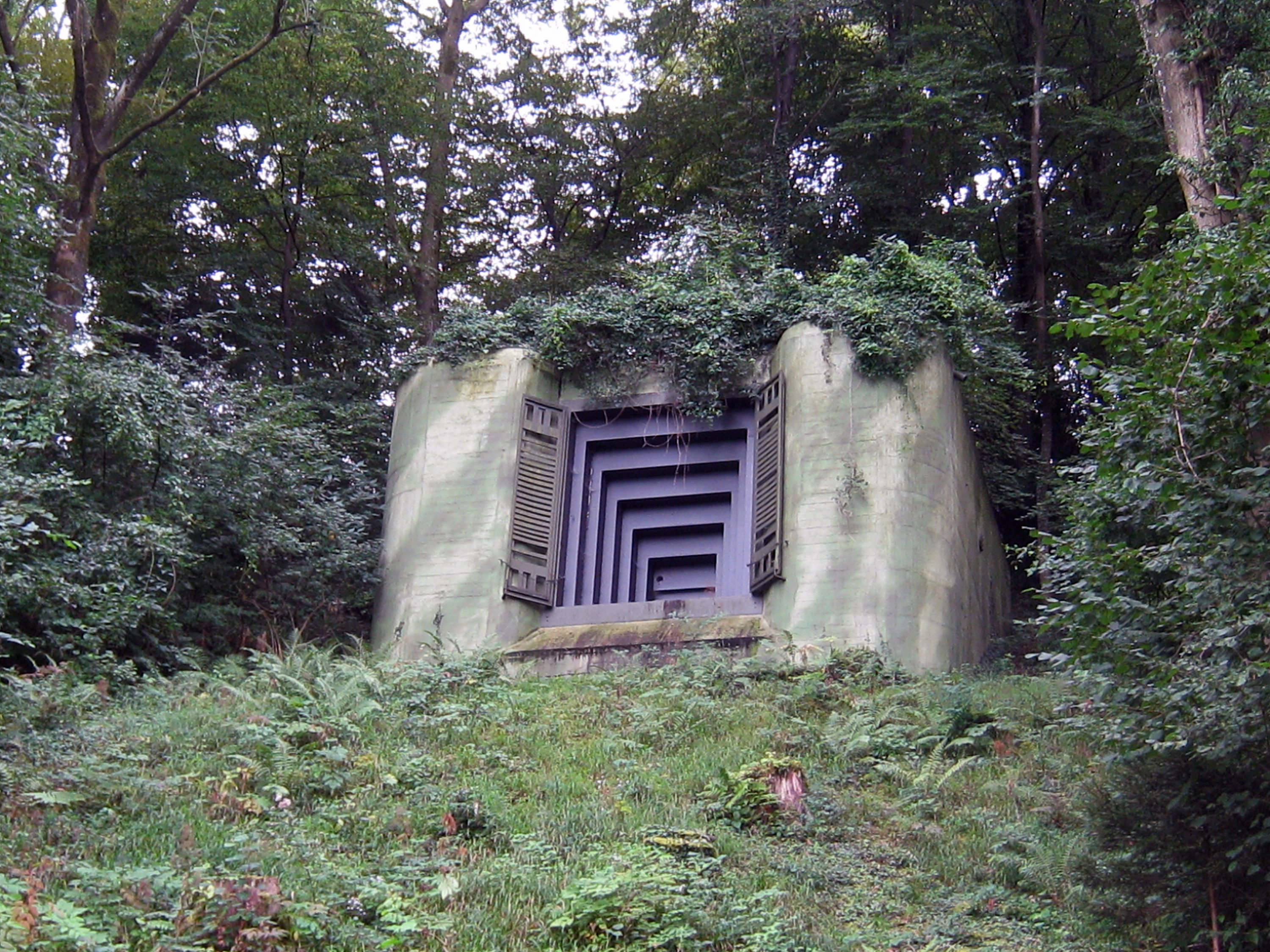
Festung Heldsberg, Grenzbrigade 8

Das Feldarmeekorps 4 (FAK 4) der Schweizer Armee war eine Heereseinheit aus mehreren Divisionen, Brigaden und direktunterstellten Korpstruppen, der von einem Korpskommandanten (vor Armee 61 Oberstkorpskommandant) geführt wurde. Das Ostschweizer 4. Armeekorps (seit 1961 Feldarmeekorps 4) bestand von 1891 bis 2003, mit einem Unterbruch von 1911 bis 1940.

## Vorgeschichte
Fast alle grossen Armeen Europas folgten dem Beispiel Napoleons I. und teilten im 19. Jahrhundert ihre Streitkräfte in Armeekorps ein. Seit der Totalrevision der Bundesverfassung 1874 war der Bundesrat ermächtigt, militärpolitische Entscheide über die Souveränität der Kantone hinweg zu fällen. 1891 teilte er die Schweizer Armee erstmals in vier Armeekorps ein.
Das 4. Armeekorps bestand 1902 aus der 4. und 8. Division. Mit der Truppenordnung von 1911 wurde die Zahl der Armeekorps von vier auf drei und der Divisionen von acht auf sechs herabgesetzt.

## Erster Weltkrieg
In der Ordre de bataille von 1917 wurde die Armee in 6 Divisionen gegliedert:
| Division            | Brigaden   | Regimenter          | Bataillone der Infanterie                                     |
| ------------------- | ---------- | ------------------- | ------------------------------------------------------------- |
| 1 GE VD             | 1, 2, 3    | 1+2, 3+4, 5+6       | 1 2 3, S1 S2 S7, 4 5 6, 10 13, 8 9, 11 12 88                  |
| 2 FR NE JU SO       | 4, 5, 6    | 7+8, 9+10, 11+12    | 14 15 16, 18 19 20, 21 22 24, 17 23 90, 49 50 51, S3 S4 S5    |
| 3 BE VS             | 7, 8, 9    | 13+14, 15+16, 17+18 | 25 26 27, 28 29 30, 31 32 33, 37 38 39, 34 35 36, 40 89       |
| 4 BS BL AG LU       | 10, 11, 12 | 19+20, 21+22, 23+24 | 41 42 43, 44 45 48, 46 52 53, 54 97 99, 55 56 57, 58 59 60    |
| 5 ZH SH NW OW TI    | 13, 14, 15 | 25+26, 27+28, 29+30 | 61 62 98 S6, 63 64 65, 67 68 69, 66 70 71, 47 72 86, 94 95 96 |
| 6 SG TG AR AI GR GL | 16, 17, 18 | 31+32, 33+34, 35+36 | 73 74 75, 79 80 85, 78 81 82, 83 84 S7, 76 77 S8, 91 92 93    |

Beobachtungsturm an der Grenze, Neuweiler/Allschwil
Verwundetentransport, Zuzwil
Offiziere der Division 6
Beobachtungsposten mit Feldtelefon, Blauen

## Zweiter Weltkrieg
Nach der Kriegsmobilmachung im Zweiten Weltkrieg vom 1./2. September 1939 bezog die Armee eine Bereitschaftsaufstellung im Mittelland, mit der bei einem Überfall nach allen Richtungen hätte Front gemacht werden können. Aufgrund des Operationsbefehles Nr. 2 vom 4. Oktober 1939 besetzte die Schweizer Armee die Limmatstellung, um einen Angriff aus dem Norden und eine Umgehung der französischen Maginot-Linie durch die Schweiz aufhalten zu können. Das 4. Armeekorps hatte mit der Division 7, der Gebirgsbrigade 12 und der Leichten Brigade 1 den Abschnitt rechts der Armeestellung (Limmatstellung) von Sargans bis Bendlikon/Kilchberg zu halten und den Flügel der Armee in Graubünden zu decken.
Nachdem im  Reduit Festungen gebaut und für sechs Monate Vorräte für die Truppe und die dortige Bevölkerung angelegt waren, wurden mit dem Operationsbefehl Nr. 13 vom 24. Mai 1941 die restlichen Divisionen 2, 4, 5, die bisher in der vorgeschobenen Stellung eingesetzt waren, in den Zentralraum verlegt.
Mit der Truppenordnung 1938 (TO 38) waren die Grenztruppen reorganisiert, 11 Grenzbrigaden (Gz Br) neu geschaffen und Wehrmänner mit Wohnsitz im Einsatzraum zugeteilt worden. Während des ganzen Zweiten Weltkrieges blieben die Grenzbrigaden in ihrer Stammregion, Einsatzraum und Unterstellung wurden oft angepasst. Dem 4. Armeekorps waren die Grenzbrigaden 6, 7 und 8 unterstellt.

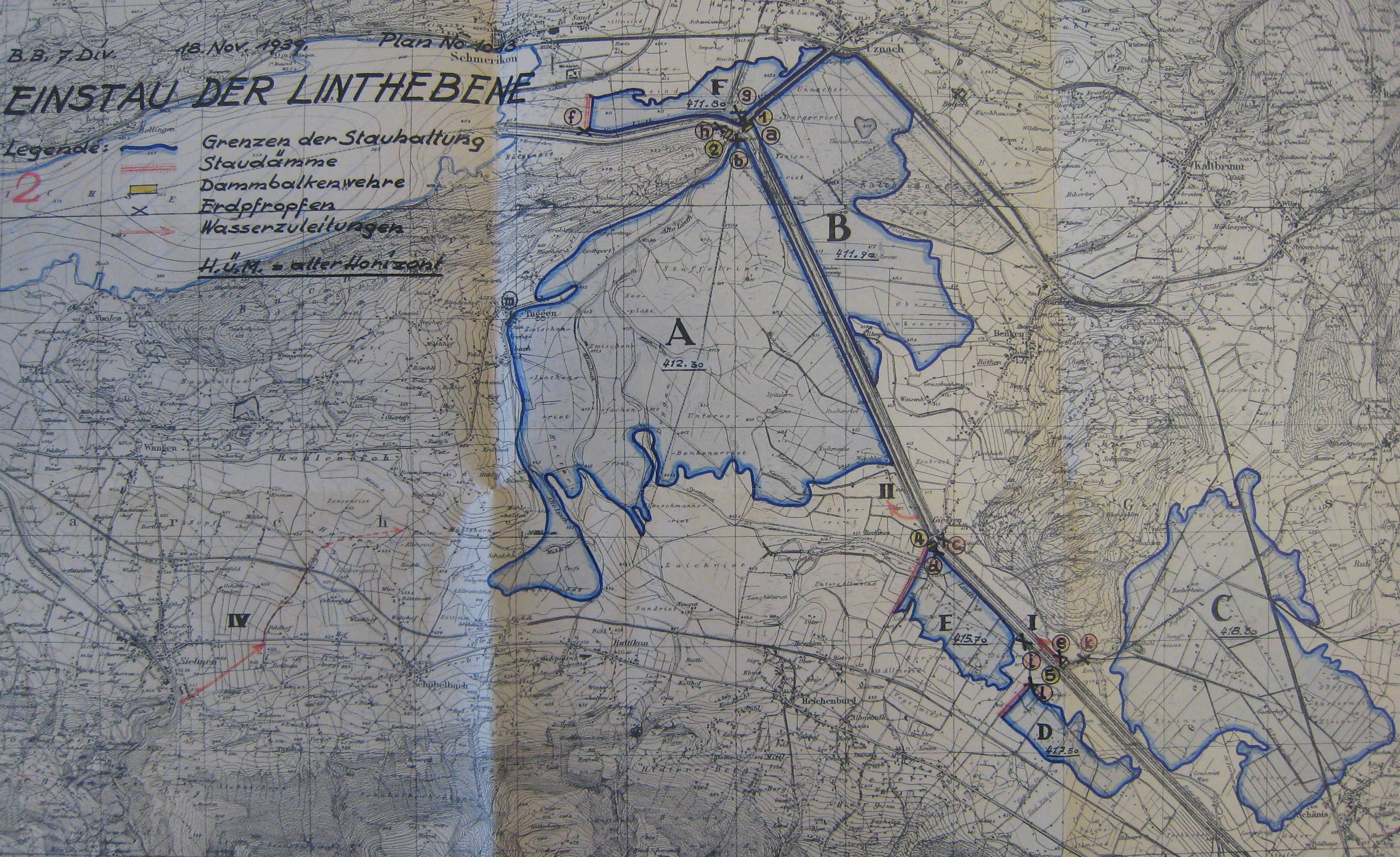
Überflutung der Linthebene
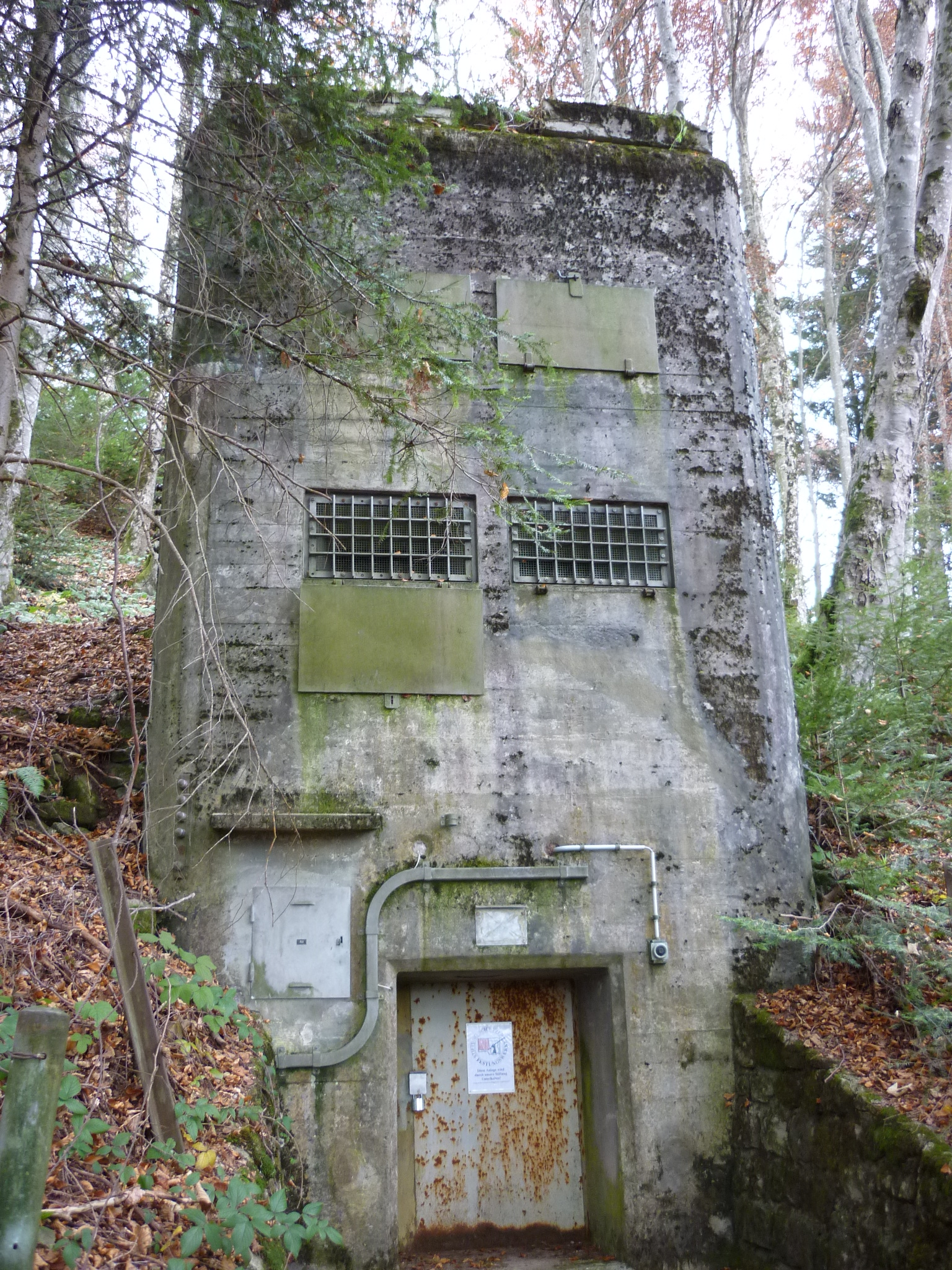
Etzel Süd
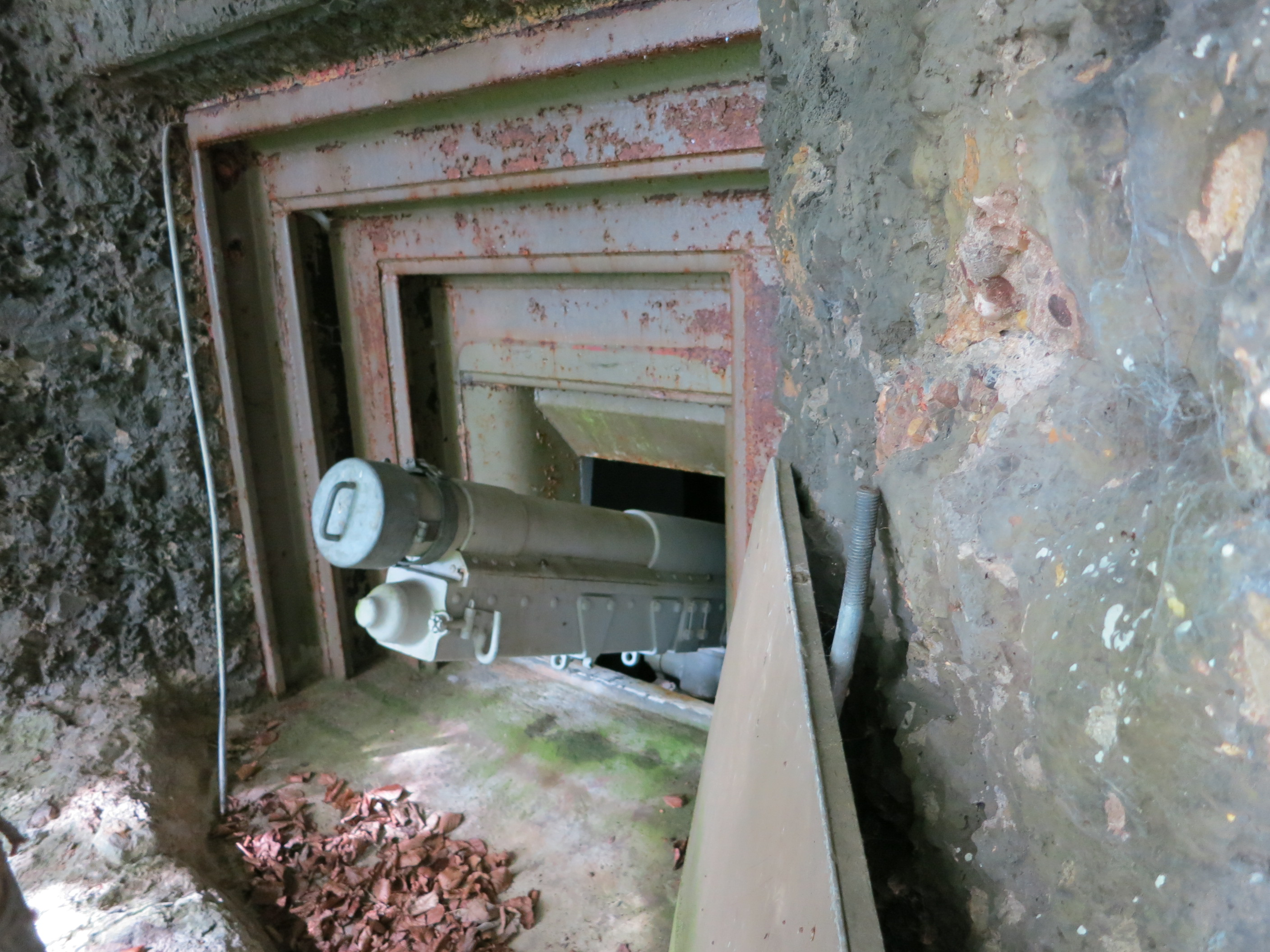
Artilleriewerk Spitz
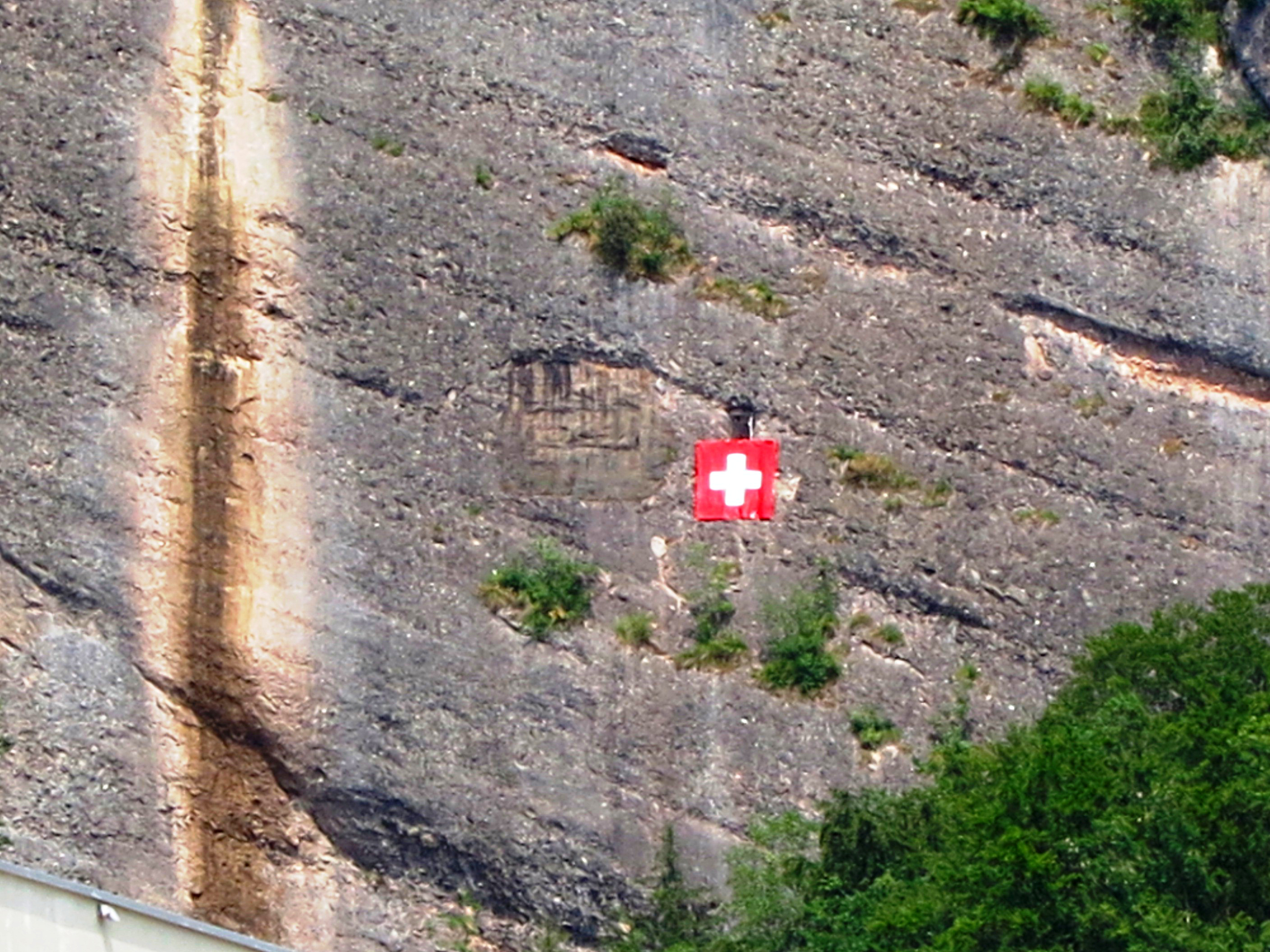
Artilleriewerk Mühlefluh/Vitznau

### Aufträge und Einsatzräume des 4. Armeekorps im Reduit (Op Bef Nr. 13)
Mit dem Operationsbefehl Nr. 13 vom 24. Mai 1941 erhielt das 4. Armeekorps unter Jakob Labhart den Auftrag das Reduit mit Nordfront im Einsatzraum Bürgenstock bis Linthebene zu verteidigen und den Zugang zum Gotthard von Norden zu sperren. Dem 4. Armeekorps wurde zeitweise die 5. Division unterstellt. Der Stab des 4. Armeekorps baute 1941/1942 den unterirdischen, geschützten Kommandoposten Selgis A 7444 am Eingang des Muotathals.
| Einheit                | Kommandant                      | Truppenstärke (TO38) | Auftrag                                                                                     | Einsatzraum                       |
| ---------------------- | ------------------------------- | -------------------- | ------------------------------------------------------------------------------------------- | --------------------------------- |
| 5. Division            | Eugen Bircher/Rudolf von Erlach | 22'000               |                                                                                             | Bürgenstock bis Rigi              |
| 6. Division            | Herbert Constam/Corbat          | 26'000               | Sperrt Zugänge zum Talkessel von Schwyz                                                     | Rigi – Zugerberg – Etzel          |
| 7. Division            | Hermann Flückiger/Hans Frick    | 22'000               | Sperrt Zugang Wägital, Sihlseeraum, hält Oberegg, Etzel, verzögert Vordringen in Linthebene | Etzel – Stöcklichrüz – Linthebene |
| 3. Leichte Brigade     | Wirth                           | 10'000               | Verzögerungskraft im Mittelland                                                             | Nordostschweiz                    |
| Festungsgebiet Sargans | Fritz Gubler                    |                      |                                                                                             | Sargans                           |

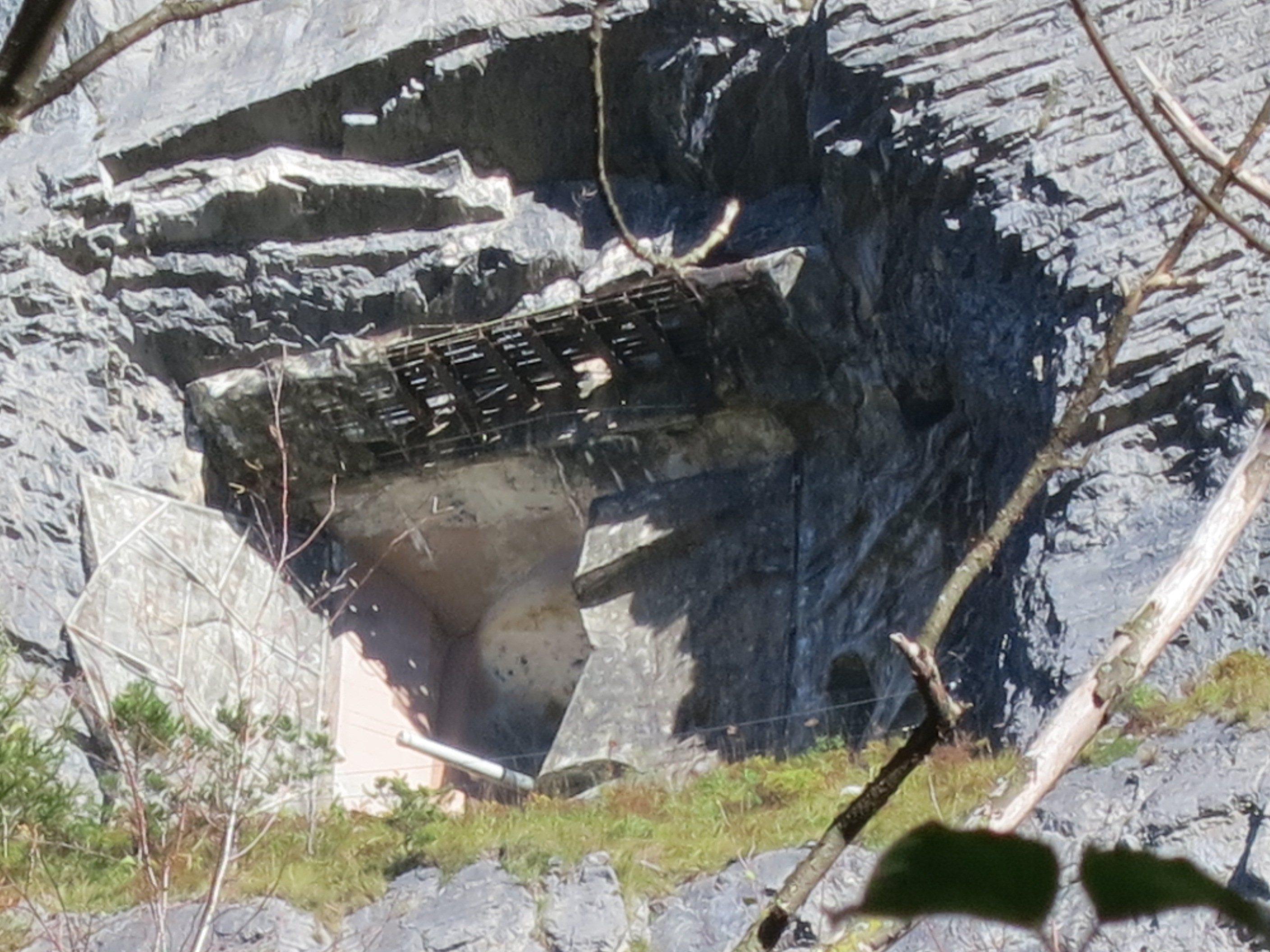
Artilleriewerk Tschingel
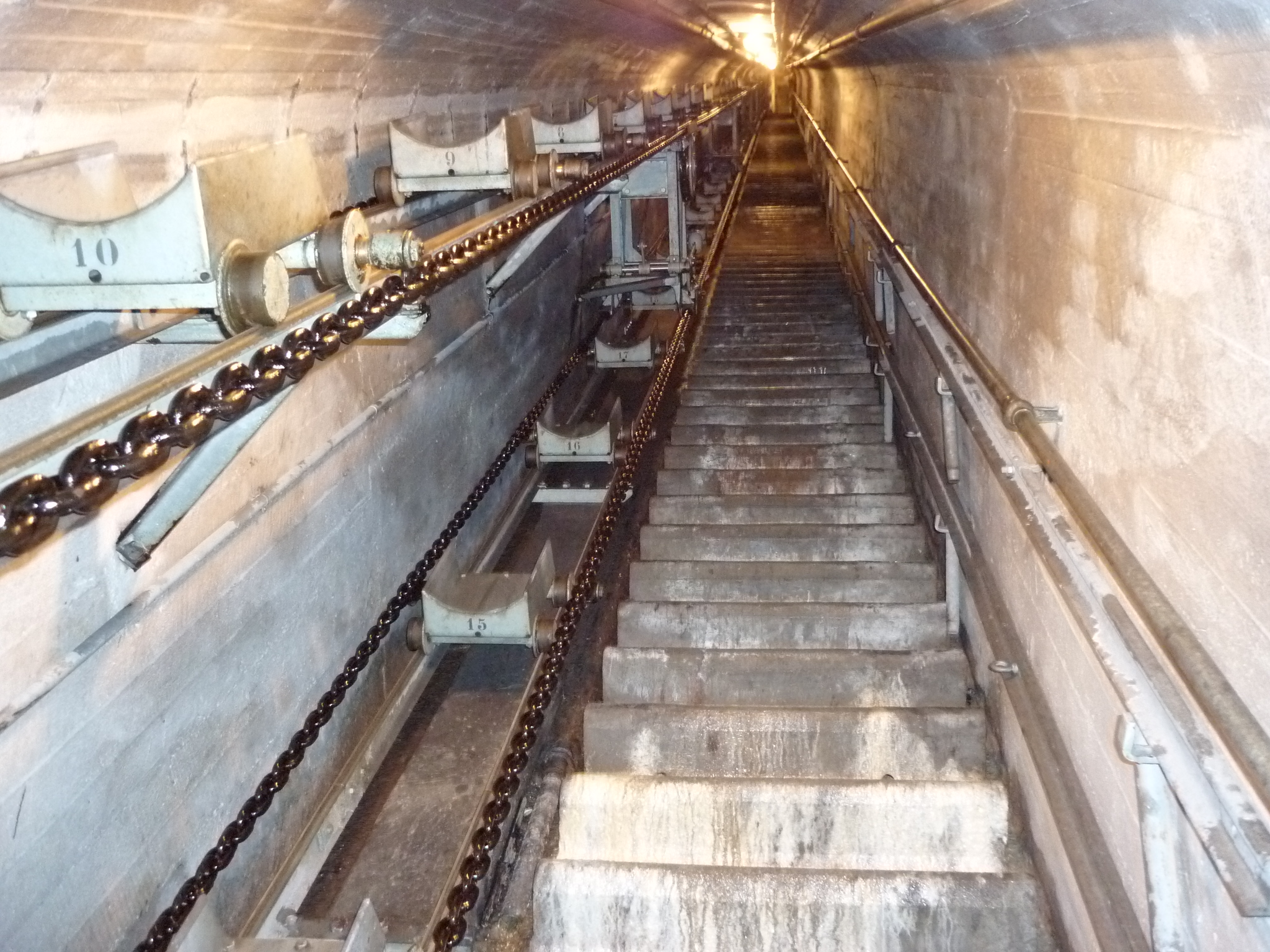
Artilleriewerk Furggels: Panzerturm
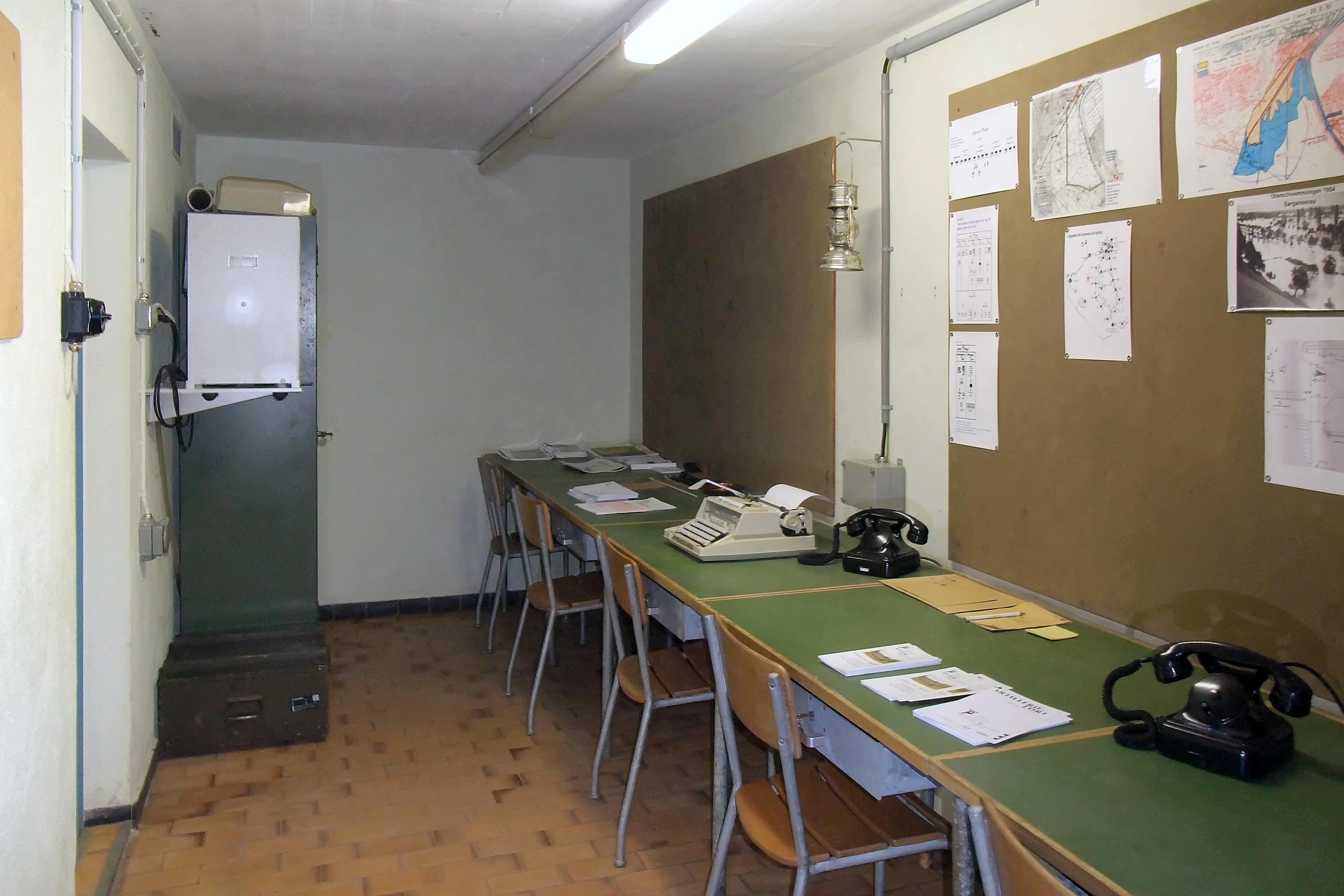
Kommandoposten Vild
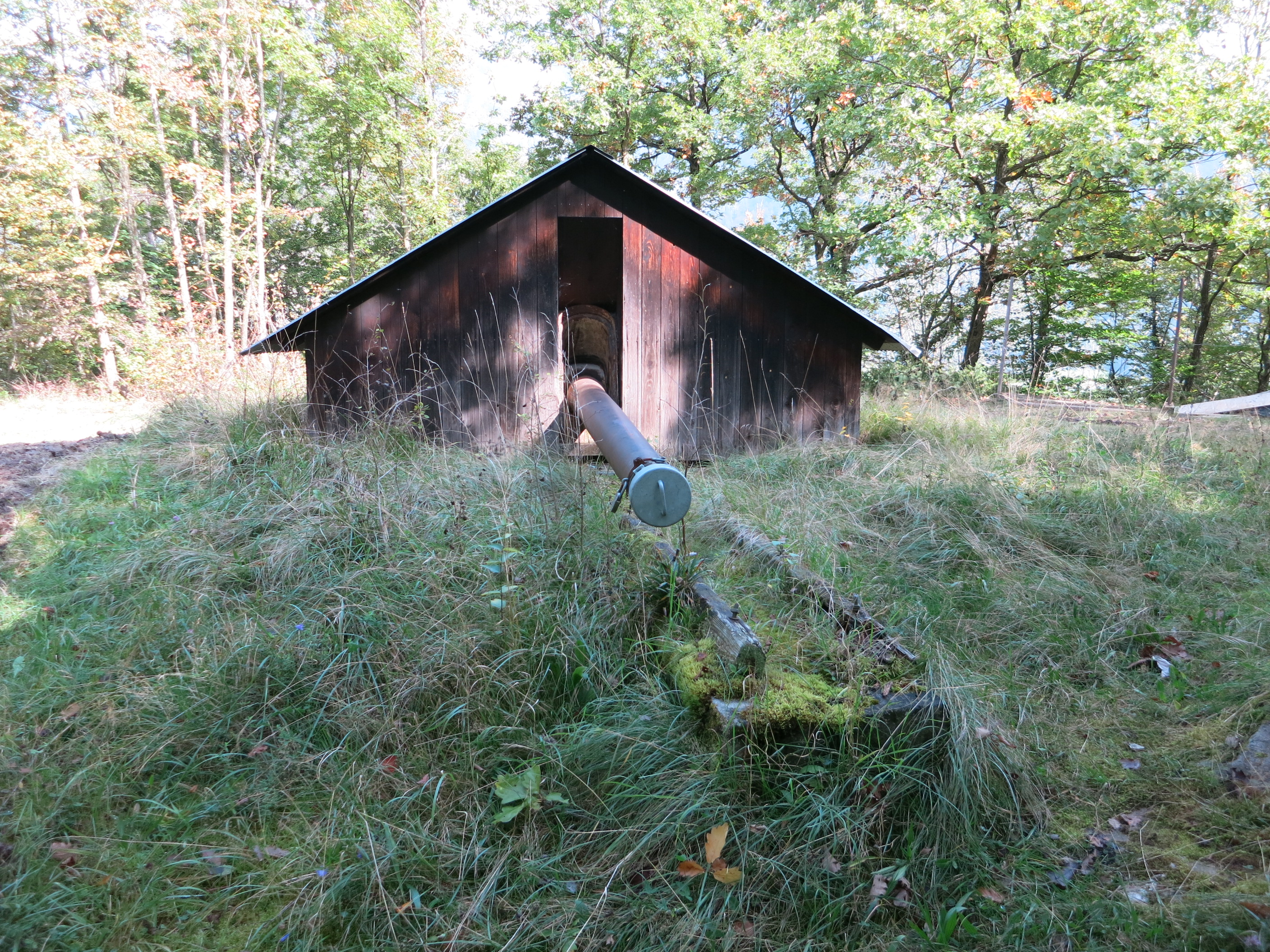
Artilleriewerk Kastels: Turmkanone

### Korpsabschnittgrenze Vierwaldstättersee
Die Aufstellung der Schweizer Armee wurde mit entsprechenden Operations- (Op Bf) und Ergänzungsbefehlen laufend und zeitweise in rascher Folge dem Verlauf des Kriegsgeschehens angepasst. Dabei wurden die Aufträge an die Armeekorps, Abwehrfront, Abschnittsgrenzen und Truppenunterstellungen geändert. Die Schlüsselstellung des Reduiteingangs Vierwaldstättersee war davon mehrfach betroffen:
| Einheit / Op Bf Nr. | 11 12. Juli 1940 | 12 17. Juli 1940 | 13 15. Mai 1941 | Div 19. März 1943 | 13 27. Dezember 1943 |
| ------------------- | ---------------- | ---------------- | --------------- | ----------------- | -------------------- |
| Armeekorps (Nord)   | 2                | 4                | 4               | 4                 | 4                    |
| Division (Nord)     | 7                | 6                | 6               | 6                 | 5                    |
| Korpsgrenze         |                  | Seemitte         | Seemitte        | Rigi              | Seemitte             |
| Armeekorps (Süd)    | 2                | 3                | 2               | 2                 | 2                    |
| Division (Süd)      | 8                | 8                | 5               | 5                 | 4                    |

## Kalter Krieg und Armee 61

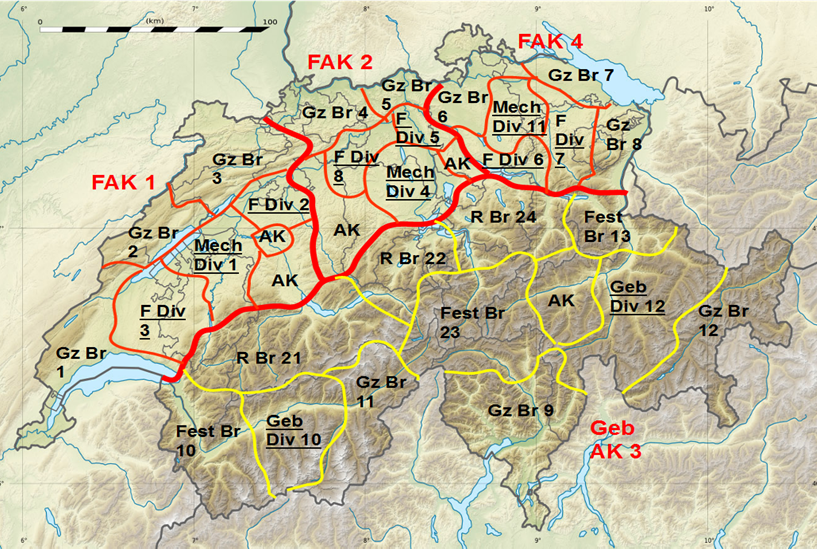
Armeekorps 2 im Grunddispositiv von 1992

Die Schweizer Armee hat aufgrund des Haager Abkommens die Pflicht, ihr Territorium ab den Landesgrenzen nach dem Grundsatz der Bewaffneten Neutralität  zu verteidigen. Deshalb konnten den Armeekorps feste Korpsräume  zur Verteidigung zugeteilt werden.
Der Korpsraum des FAK 4 umfasste den Raum östlich der Walensee-Linth-Limmatlinie auf dem Gebiet der Kantone Zürich, Schaffhausen, Thurgau und St. Gallen oder Teilen davon. Er reichte von Schaffhauser Zipfel bis ins Rheintal und vom Boden- zum Zürichsee. Das grenznahe Gebiet verfügt über Fluss- und Seenhindernisse zur Verteidigung, während das Gebiet dahinter offen und manövrierbar ist. Strategisch sind in diesem Landesteil die hohe Bevölkerungsdichte und das bedeutende Industriepotential zu berücksichtigen. Um einen allfälligen gegnerischen Stoss durch das Mittelland weniger verlockend zu machen, war für das FAK 4 eine rasche Mobilmachung und sehr rasches Erstellen der Kampfbereitschaft wichtig.
Die Grenzbrigade 6  (Kaiserstuhl AG bis Eschenz TG, inklusive Schaffhauser Zipfel: Festung Ebersberg und 71 Sperren) Thurgauer Grenzbrigade 7 (Fänenbach/Mammern bis Steinachmündung/Bodensee: Festungsgürtel Kreuzlingen und 22 Sperren) und die St. Galler/Appenzeller Grenzbrigade 8 (Steinach bis Buchs im Rheintal und im oberen Toggenburg bis Starkenbach: Artilleriewerk Heldsberg und 32 Sperren) waren von 1945 bis 1994 (wie seit 1938) für den Grenzraum von Kaiserstuhl bis Sargans verantwortlich.
Der Einsatzraum der Felddivision 6 hatte eine Ausdehnung von 40 (Ost-West) auf 48 km (Süd-Nord) und umfasste das Engnis von Kemptthal, den Flughafen Kloten und das Furt- und Glatttal.  In ihrem Einsatzraum befanden sich die Sperrstellen des Stadtkommandos Zürich, Bilten, Brüggen-Rorholz, Grynau, Grindbühl, Lidwil-Luegeten, Kaltbrunn, Mösli-Benken, Reichenburg, Schänis und Schmerikon.
Im Einsatzraum der Felddivision 7 befanden sich die Sperrstellen von Schönholzerswilen und Sittertobel.
Die Mechanisierte Division 11 war das bewegliche Element des Armeekorps 4. In ihrem Einsatzraum befanden sich die Sperrstellen Bichelsee, Guntershausen, Mülibach, Sennhof, Winterthur.

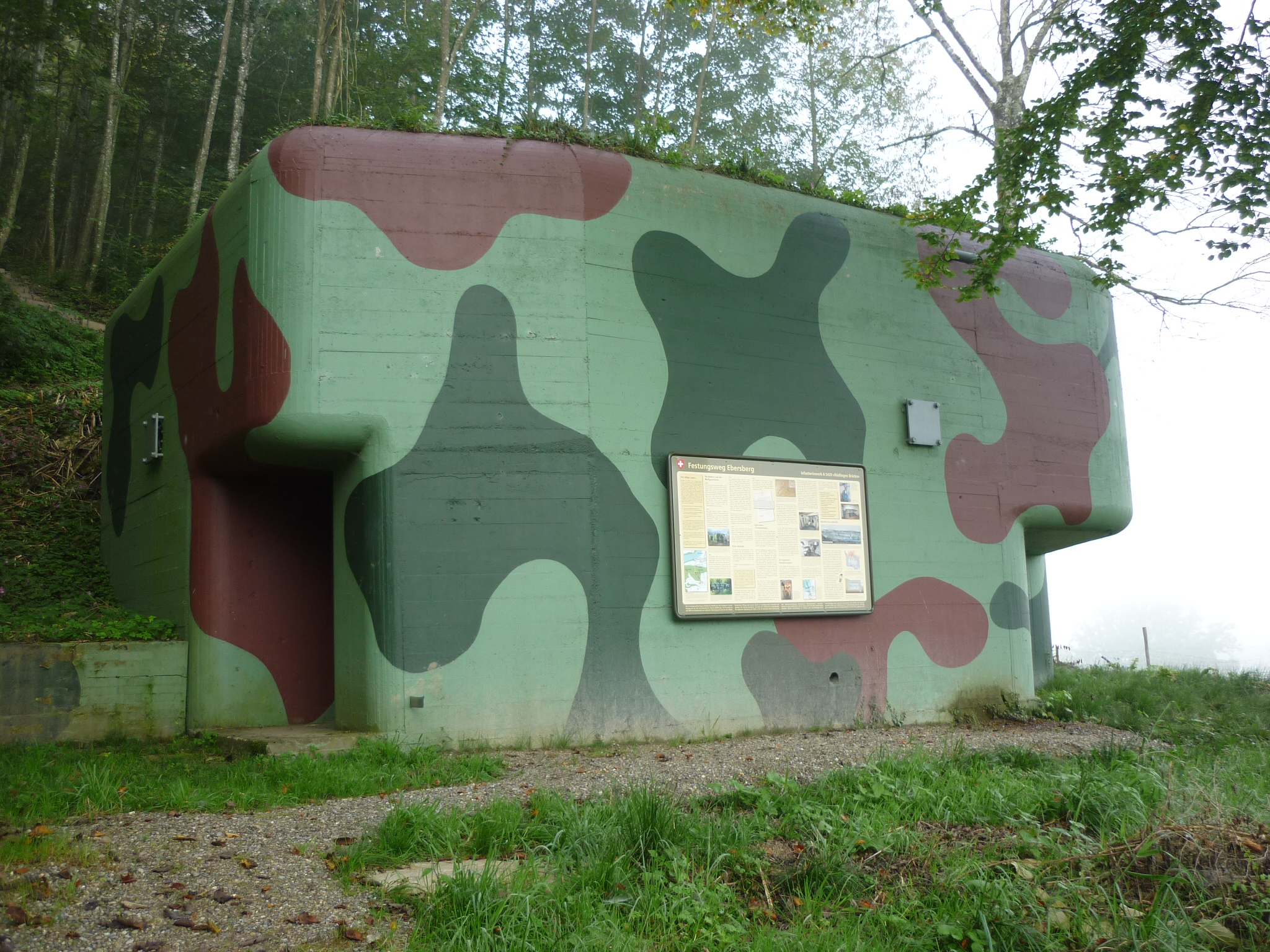
Festung Ebersberg, Grenzbrigade 6
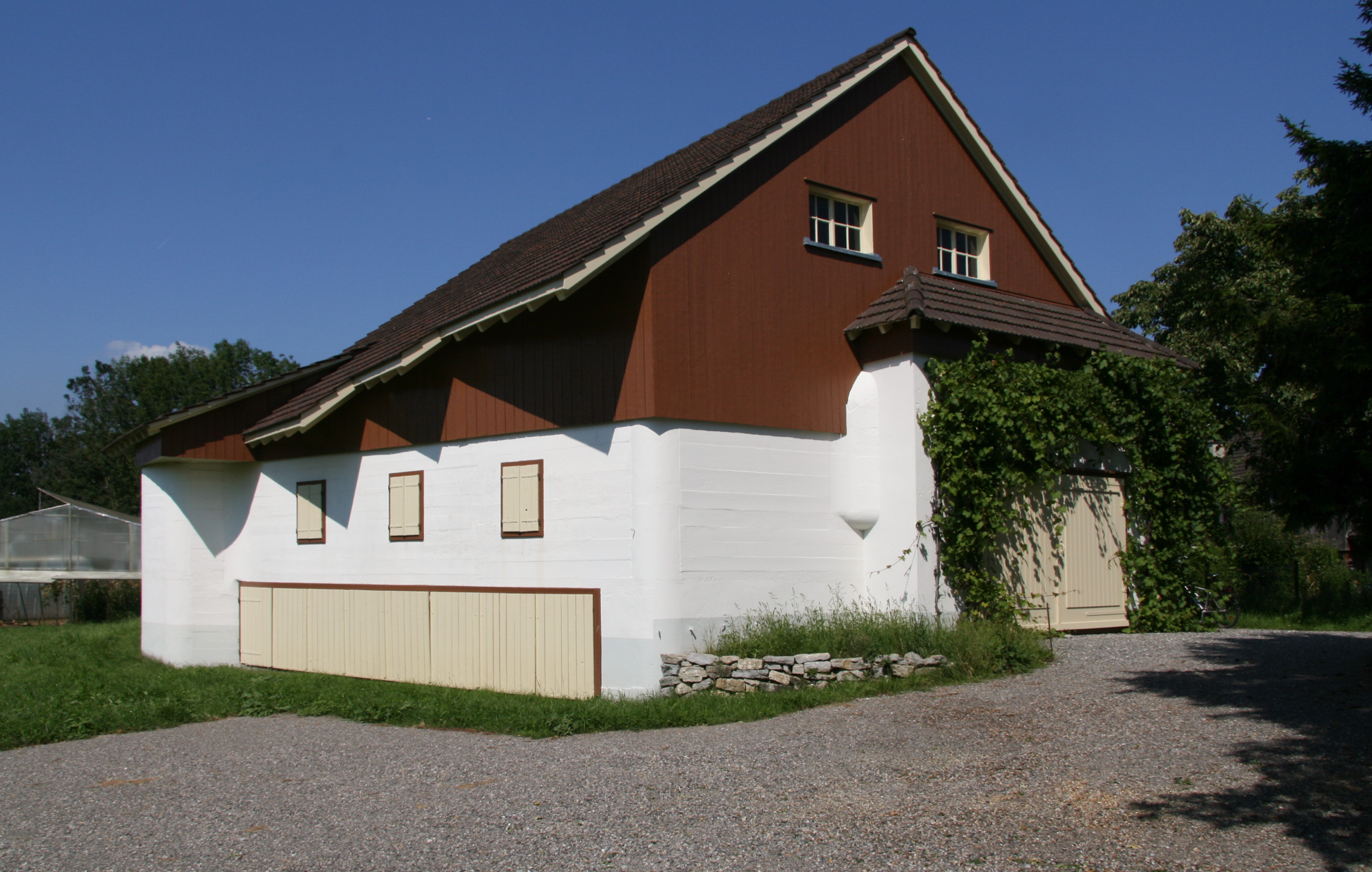
Bunker Bottighofen, Grenzbrigade 7
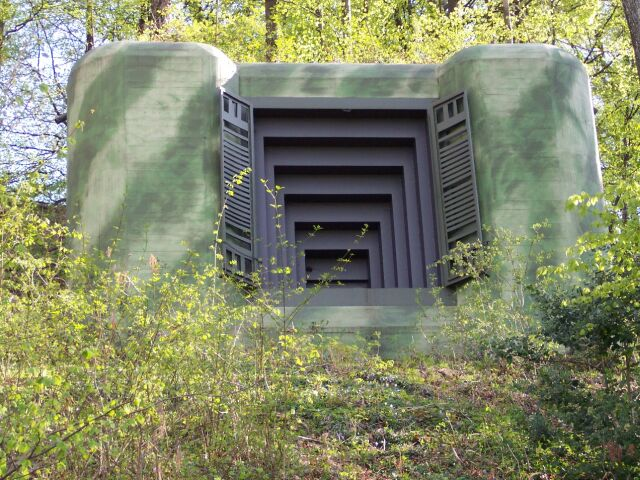
Bunker Heldsberg, Grenzbrigade 8
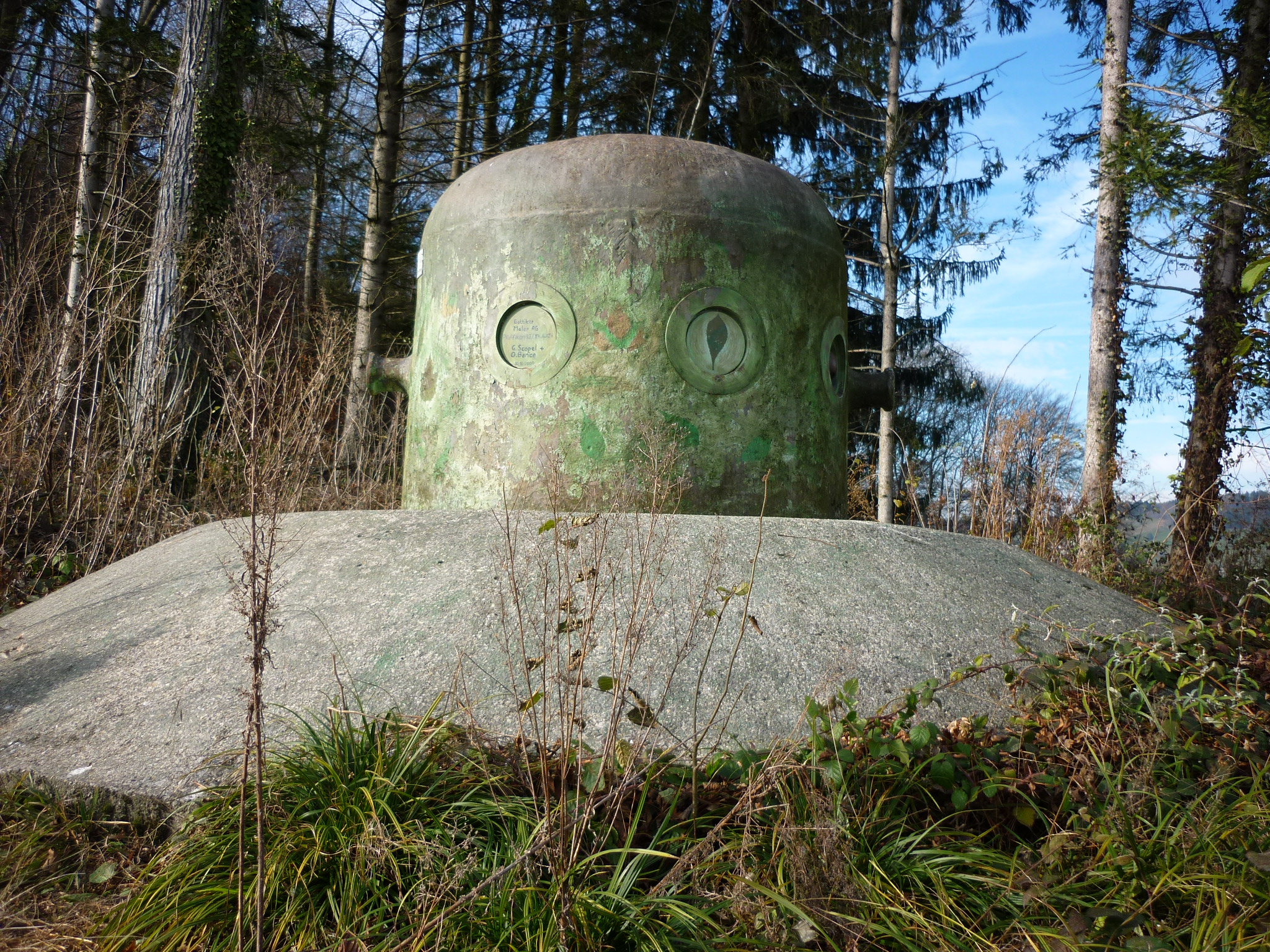
Sperrstelle Grynau, Felddivision 6

1961 gab es aufgrund der Truppenordnung 61 folgende Änderungen: Die 11. Division wurde in die Mechanisierte Division 11, die 6. Division in die Felddivision 6, die 7. Division in die Felddivision 7 umgewandelt.
Aufgrund des Grunddispositiv Zeus von 1992 umfasste das FAK 4 die Felddivisionen 6, 7 und die Mechanisierte Division 11, die Grenzbrigaden 6, 7 und 8.
Die Reform Armee 95 führte zur Auflösung der Grenzbrigaden 6, 7, 8 sowie der Mechanisierten Division 11.
Mit der Armeereform XXI wurden alle Armeekorps und Divisionen per Ende 2003 aufgelöst.